# Lamyctes caeculus
Lamyctes caeculus är en mångfotingart som först beskrevs av Henri W. Brölemann 1889.  Lamyctes caeculus ingår i släktet Lamyctes och familjen fåögonkrypare. Inga underarter finns listade i Catalogue of Life.